# جورج شويلر
جورج شويلر (بالإنجليزية: George Schuyler)‏ (25 فبراير 1895، بروفيدنس في الولايات المتحدة - 31 أغسطس 1977، نيويورك في الولايات المتحدة)؛ سياسي، صحفي وروائي أمريكي.